# Uzdowo (stacja kolejowa)
Uzdowo – dawna stacja kolejowa w Uzdowie, w gminie Działdowo w powiecie działdowskim, w województwie warmińsko-mazurskim. Została otwarta w 1910 roku. Zamknięto ją dla ruchu pasażerskiego w 1962 roku. Po 1989 roku została zlikwidowana.